# Le Ministère des amusements
Pour plus de détails, voir Fiche technique et Distribution.
Le Ministère des amusements (Stand Up and Cheer!) est un film musical américain en noir et blanc réalisé par Hamilton MacFadden, sorti en 1934.
Le film traite des efforts entrepris pendant la Grande Dépression américaine pour remonter le moral du pays. Il se compose principalement d'une série de numéros de vaudeville et de quelques numéros musicaux. Le film est surtout connu pour avoir donné son premier grand rôle à la légendaire enfant actrice, Shirley Temple. Peu connue auparavant, elle va tourner, avant la fin de l'année 1934, dix films dont quatre rôles principaux dans des grandes productions.

## Synopsis
Le président des États-Unis nomme Lawrence Cromwell, producteur de spectacles à Broadway, en tant que nouveau secrétaire des distractions afin de réconforter la population qui souffre des effets de la Grande Dépression. Sans perdre de temps, Cromwell nationalise l'industrie du spectacle, faisant des mécontents parmi ceux qui profitaient du système.

## Fiche technique
- Titre : Le Ministère des amusements
- Titre original : Stand Up and Cheer!
- Réalisation : Hamilton MacFadden
- Scénario : Lew Brown, d'après une histoire de Will Rogers et Philip Klein
- Dialogues : Ralph Spence
- Image : L. William O'Connell, Ernest Palmer
- Costumes : Rita Kaufman
- Musique : Arthur Lange
- Montage : Margaret Clancey
- Producteur : Winfield Sheehan
- Société de production et de distribution : Fox Films
- Pays de production :  États-Unis
- Langue d'origine : anglais américain
- Format : noir et blanc — 35 mm — 1,37:1 — son : mono (Western Electric Noiseless Recording)
- Genre : musical
- Durée : 68 minutes (version originale : 81 minutes)
- Dates de sortie :
  - États-Unis : 19 avril 1934 (première à New York)
  - États-Unis : 4 mai 1934
  - France : 11 janvier 1935

## Distribution
- Warner Baxter : Lawrence Cromwell
- Madge Evans : Mary Adams
- Shirley Temple : Shirley Dugan
- James Dunn : Jimmy Dugan
- Nigel Bruce : Eustis Dinwiddle
- Ralph Morgan : le secrétaire du Président
- Stepin Fetchit : George Bernard Shaw
- Tess Gardella : la tante Jemina
- Scotty Beckett
- John Boles : lui-même
- Frank Sheridan (non crédité) : le sénateur

## Autour du film

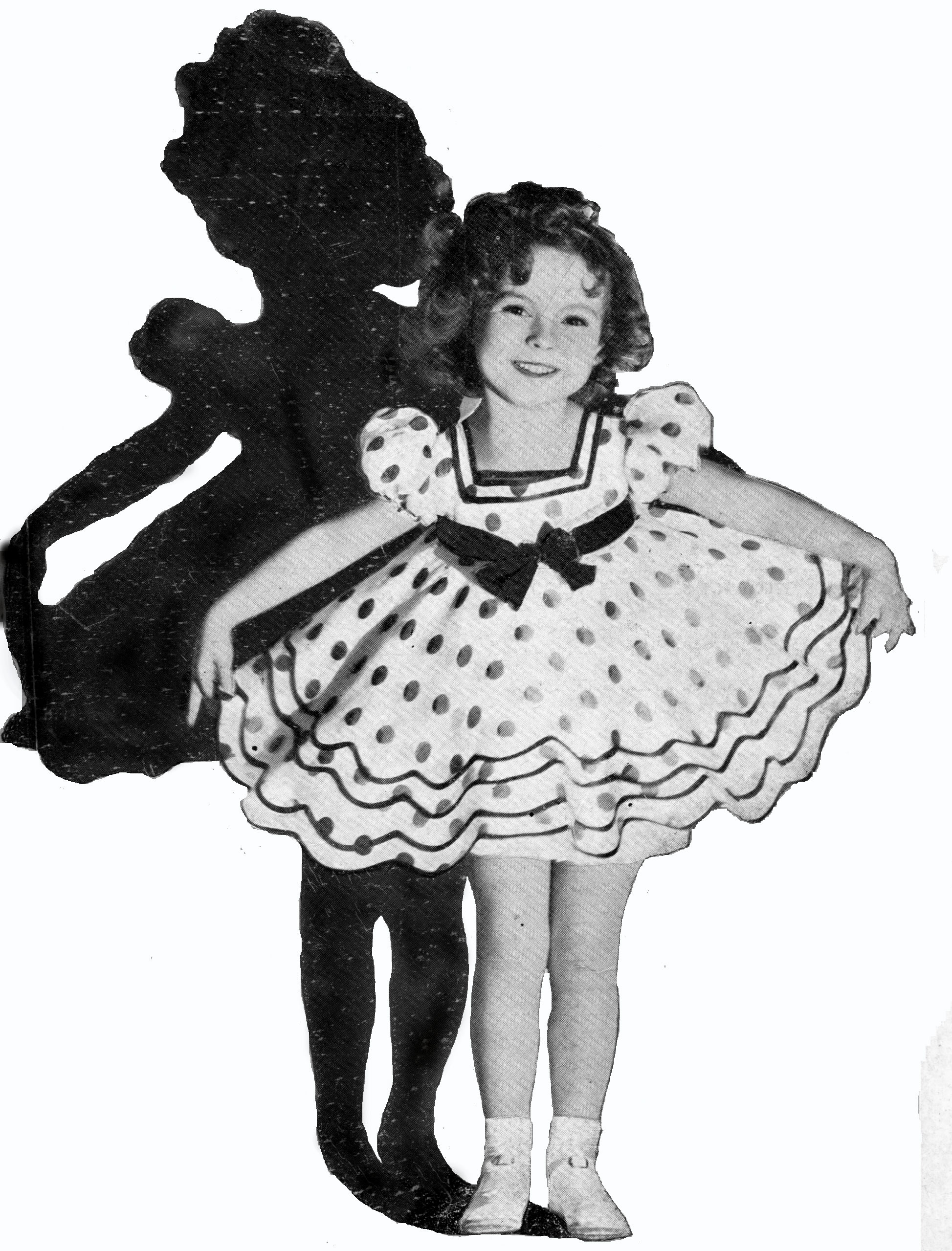
Shirley Temple dans sa robe à pois en 1934.

La robe à pois rouges que porte Shirley Temple dans son numéro de danse et de chant avec James Dunn, a servi de modèle pour habiller les premières poupées crées à l'effigie de Shirley Temple, fabriquées par le fabricant de jouets "Ideal" en 1934. En 1958, Shirley Temple créé et anime sa propre émission de télévision destinée aux enfants ; elle persuade alors divers fabricants de commercialiser des produits d'accessoires, notamment – et à nouveau – la robe à pois Baby Take a Bow qu'elle porte dans le film.

## Bande son
Une des chansons du film, intitulée Baby Take a Bow interprétée par James Dunn et la petite Shirley Temple, a été remarquée et a servi de titre pour un autre film dans lequel les deux acteurs apparaissent en 1934 : La P'tite Shirley.

## Différentes versions
La version originale, qui faisait 81 minutes, a été raccourcie à 69 minutes puis à 65 minutes pour une diffusion à la télévision. C'est cette version qui a été colorisée en 1987.